# 保護香港法
《限制向香港出口催淚彈和人群控制技術法》（英語：Placing Restrictions on Teargas Exports and Crowd-control Technology to Hong Kong Act），簡稱《保護香港法》（PROTECT Hong Kong Act），是一條在美國國會提出的法案。其旨在禁止商業出口某些非致命人群管制設備到香港，不論是為香港紀律部隊提供防暴裝備及服務，抑或出於其他目的。法案由麻省民主黨議員吉姆·麥克高文、新澤西州共和黨議員克里斯·史密斯和加利福尼亞州民主黨議員羅·肯納發起，並已於2019年10月15日在眾議院獲得一致通過。而參議院於2019年11月19日一致通過性質相同的《禁止商業出口涵蓋軍用品給香港警方法案》（A bill to prohibit the commercial export of covered munitions items to the Hong Kong Police Force）（s.2710），參議院的法案亦於2019年11月20日在眾議院以417票贊成、0票反對，壓倒性通過，並與《香港人權與民主法案》一起送交白宮由總統簽署，總統特朗普於2019年11月27日簽署法案，條文正式生效。

## 內容
保護香港法禁止美國公司向香港警方出口所謂的「非致命」人群控制物品，例如催淚彈及橡膠子彈，並要求國務卿向國會提交報告，詳細列明在法案頒布之前的五年中，所有向香港出口防暴設備和彈藥的公司。
法條內容提及，這些人群控制設備被香港警察在「不必要及不成比例」地使用於大型的和平集會中。史密斯稱，國會必須阻止出口予香港政府的商品流動，至直至明確地知道這些美國商品沒有用來「打壓香港的自由民眾」之止。

## 背景
在2019年反送中運動的抗議活動中，香港警察使用多種低致命人群控制武器，例如水炮車、催淚彈、橡膠子彈、海綿彈、布袋彈、警棍、胡椒噴霧、胡椒彈，以及相關的彈藥發射器。
聯合國人權事務高級專員蜜雪兒·巴舍萊發表聲明，人權理事會已檢視可信證據，證實香港執法人員使用「低致命武器」時違反國際標準及規範，包括《聯合國執法人員行為守則》和執法人員使用武力和槍械的基本原則。專員敦促港府立即調查相關事件以確保執法人員遵守武力指引，又指有需要時亦應修改武力指引。

## 立法過程
| 美国国会所認可通過之香港相關重要文件 基於《美国宪法》之權力分立政府權限 |        |                      |            |
| 制訂                                                                    | 1992年 | 《美國-香港政策法》  | 參議院提出 |
| 制訂                                                                    | 2019年 | 《香港人權與民主法》 | 參議院提出 |
| 制訂                                                                    | 2019年 | 《保護香港法》       | 參議院提出 |
| 制訂                                                                    | 2020年 | 《香港自治法》       | 眾議院提出 |

2019年7月5日，香港眾志秘書長黃之鋒於白宮「我們人民」聯署網站促請美國禁止出口人群管制設備到香港，防止侵犯人權。聯署於8月4日達到10萬人目標。
2019年9月10日，議員吉姆·麥克高文代表他自己及克里斯·史密斯和羅·肯納两位议员向眾議院提出法案。9月14日，羣眾於白宮聯署網站促請美國政府通過《保護香港法案》，而聯署於10月14日達到10萬人目標。10月15日，美國眾議院口头表决通過法案。《經濟學人》智庫分析稱，相信這份法案會在2019年底之前成為真正的法律。
2019年10月24日，傑夫·默克利等12名參議員向參議院提出另一項《禁止商業出口涵蓋軍用品給香港警方法案》，該法案與《保護香港法案》內容類似，但法案加入一年後失效的日落條款，而且沒有要求國務卿向國會提交報告。
2019年11月19日，參議院以「一致同意」方式通過《禁止商業出口涵蓋軍用品給香港警方法案》（S.2710（页面存档备份，存于））。11月20日，眾議院以417票贊成、0票反對壓倒性通過同一法案，該法案被與《香港人權與民主法案》的文本於11月21日由國會大樓送往白宮，由總統特朗普於11月27日簽署生效。

## 被制裁對象的反應
香港警務處長鄧炳強舉行傳媒茶敘稱，認為法案對警方沒有影響，更表明考慮使用比橡膠彈及布袋彈威力更大的木彈來應對「暴徒」。會向東歐和中國內地等地入口武備。

## 後續發展
2020年6月29日，美國國務卿蓬佩奧宣布，由於中國政府違反《中英聯合聲明》實施《港區國安法》，鑑於實際上北京已在香港推行一國一制，美國也必須如此，即日起禁止美國的防衛裝備出口到香港，並將採取對中國同樣的措施，限制美國的國防及軍民兩用技術出口至香港。因此即使《保護香港法案》原定一年後失效的日落條款期滿，美國對香港警隊的鎮壓裝備禁運仍將持續執行，而且禁運範圍延伸到包括各式槍械和彈藥在內的國防用品。同年7月，加拿大、澳洲、英國、紐西蘭及歐盟27國，亦先後宣布限制向香港出口用於鎮壓、國防及軍民兩用的裝備。

## 外部連結
- 議員克里斯·史密斯提出的法案全文（页面存档备份，存于）
- 白宮聯署 - Hongkongers urge Congress to pass the Protect Hong Kong Act（页面存档备份，存于）